# Michael Deacon
Pour les articles homonymes, voir Deacon.
Michael Deacon est un acteur écossais, né en 1933 et mort le 26 décembre 2000 dans le Middlesex.

## Filmographie
- 1960 : Armchair Mystery Theatre
- 1961 : The Sinister Man : Angus
- 1961 : The Edgar Wallace Mystery Theatre (série télé) : Angus
- 1962 : Un amour pas comme les autres : Les
- 1962 : Antigone (série télé) : Haemon
- 1964 : Dr. Finlay's Casebook (série télé) : Dr. Ian Dalrymple
- 1966 : Broome Stages (série télé) : Stephen Broome
- 1967 : Mr. Aitch (série télé)
- 1967 : St. Ives (série télé) : Byfield
- 1968 : The Revenue Men (série télé) : Kendall
- 1970 : Paul Temple (série télé) : Chris Lazenby
- 1970 : Biography (série télé) : Firebrace
- 1971 : Advent of Steam (série télé) : Will Furley
- 1972 : Spyder's Web (série télé) : Newscaster
- 1972 : Callan (série télé) : Sunshine
- 1972 : New Scotland Yard (série télé) : Cyril Clayton
- 1973 : Matushka : Prince Morozov
- 1978 : Le Seigneur des anneaux
- 1991 : Parnell & the Englishwoman (série télé)